# بولدنون آندکایلنات
بولدنون آندکایلنات (به انگلیسی: Boldenone undecylenate) یا بولدنون دِکِنوات (به انگلیسی: Boldenone undecenoate) که تحت نامهای تجاری اکوییپویز (به انگلیسی: Equipoise) و پارِنابول (به انگلیسی: Parenabol) به فروش می‌رسد، یک استروئید آنابولیک با اثرات آندروژنیک است. این ترکیب دارویی در دامپزشکی خصوصاً در مورد اسبها بسیار بکار می‌رود. اگرچه به دلیل در دسترس بودن توسط انسانها (ورزشکاران به عنوان دوپینگ) نیز مورد استفاده قرار می‌گیرد. از عوارض استفادهٔ این محصول می‌توان به بروز صفات ثانویهٔ جنسی نظیر آکنه، رویش مو بر صورت و بدن، کلفت شدن صدا و… اشاره کرد.